# Teofila Băiașu
Teofila Băiașu, z domu Dașchievici (ur. 25 lipca 1927) – rumuńska gimnastyczka, uczestniczka Igrzysk Olimpijskich w 1952 w Helsinkach. Na igrzyskach olimpijskich zajęła 132. miejsce w wieloboju gimnastycznym.